# Birchwood (Wisconsin)
Birchwood is een plaats (village) in de Amerikaanse staat Wisconsin, en valt bestuurlijk gezien onder Washburn County.

## Demografie
Bij de volkstelling in 2000 werd het aantal inwoners vastgesteld op 518.
In 2006 is het aantal inwoners door het United States Census Bureau geschat op 516, een daling van 2 (-0,4%).

## Geografie
Volgens het United States Census Bureau beslaat de plaats een oppervlakte van
3,3 km², waarvan 2,9 km² land en 0,4 km² water. Birchwood ligt op ongeveer 385 m boven zeeniveau.

## Plaatsen in de nabije omgeving
De onderstaande figuur toont nabijgelegen plaatsen in een straal van 28 km rond Birchwood.